# سرساکشن فرازیر

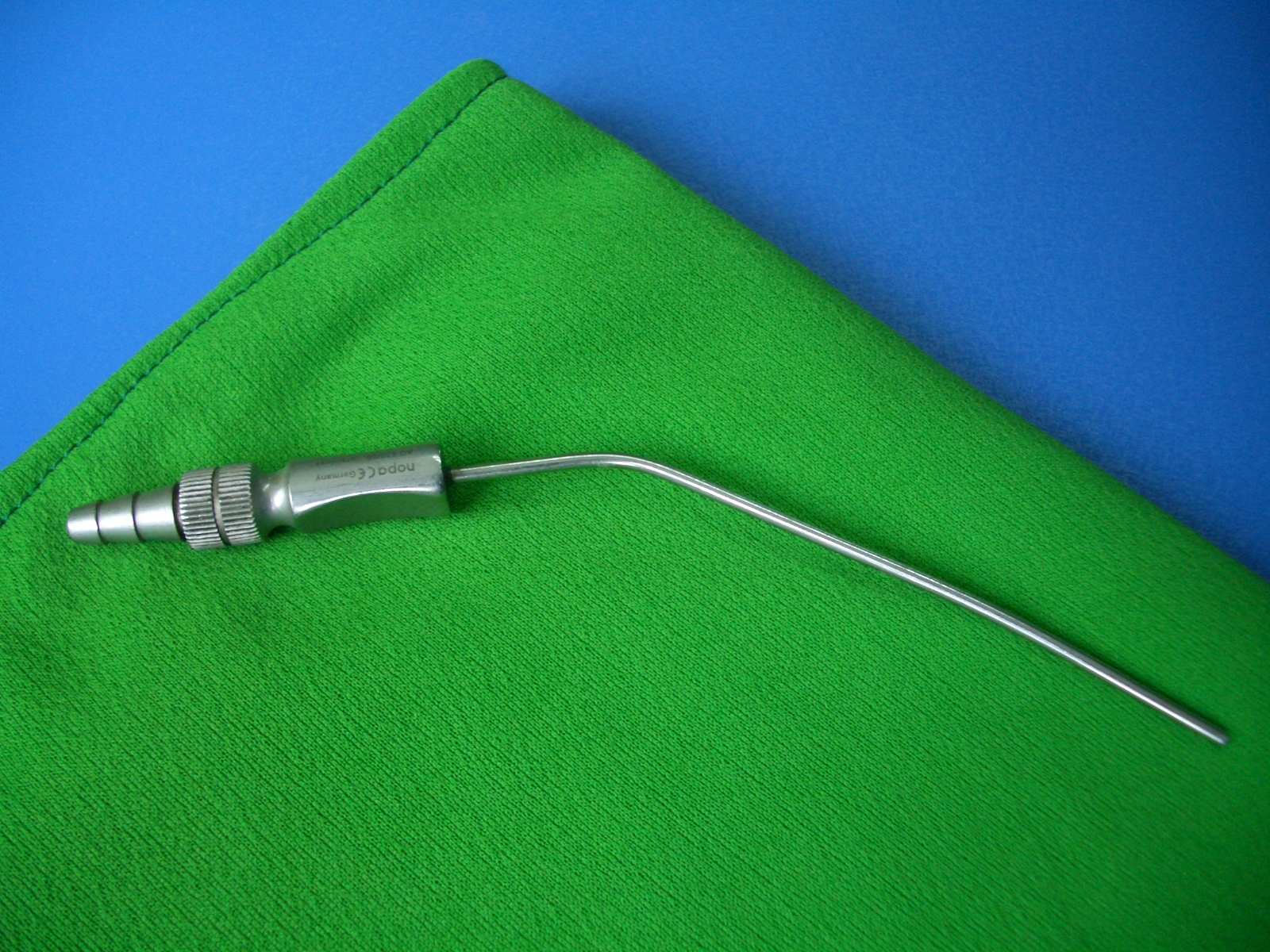
سرساکشن فرازیر

سرساکشن فرازیر (به انگلیسی: Frazier Suction Tip) برای جمع آوری مقادیر کم از مایعات تجمع یافته (خونابه) مورد استفاده قرار می‌گیرد. این وسیله در انواع مستقیم یا دارای انحنا، کوتاه یا بلند و فلزی یا یکبار مصرف موجود می‌باشد.
- مدل فلزی این ابزار از قابلیت استریل مجدد برخوردار بوده و در ست عمومی جراحی موجود می‌باشد.[۳]